# Montana De La Rosa
Montana Marie Stewart De La Rosa (Fort Worth, 14 de fevereiro de 1995) é uma lutadora de artes marciais mistas estadunidense, que atualmente compete na categoria peso-mosca-feminino do Ultimate Fighting Championship.

## Background
De La Rosa começou a treinar aos 19 anos, em uma academia local de jiu-jitsu, depois de dois anos de treinamento de wrestling no ensino médio. Ela possui a faixa roxa em jiu-jitsu, foi campeã do Team Wrestling State e três vezes All-American em wrestling.

## Carreira no MMA
Após sua única luta no MMA amador ser cancelada, De La Rosa fez sua estreia profissional no MMA em setembro de 2014. Composta por diversas organizações locais dos Estados Unidos, De La Rosa compilou um cartel de 7-4, antes de se juntar ao elenco do The Ultimate Fighter 26, em meados de 2017.

### The Ultimate Fighter
Em agosto de 2017, foi anunciado que De La Rosa fora uma das lutadoras selecionadas para participar do The Ultimate Fighter: A New World Champion.
Em sua primeira luta no reality show, De La Rosa enfrentou a norte-americana Ariel Beck. Ela ganhou a luta com um mata-leão no primeiro round.
Nas quartas de final, De La Rosa enfrentou Nicco Montaño. Ela perdeu a luta por decisão unânime após dois rounds.

### Ultimate Fighting Championship
De La Rosa lutou no The Ultimate Fighter 26 Finale, em 1 de dezembro de 2017, enfrentando Christina Marks. Ela manteve a tônica das suas lutas anteriores e não deixou o resultado para os juízes laterais. A peso-mosca emplacou uma linda chave de braço contra Marks, aos dois minutos do primeiro round. A oponente girou, tentou escapar, mas De La Rosa não afrouxou a posição e forçou a rival a bater em desistência.

## Cartel no MMA
| Cartel no MMA   |             |            |
| 19 lutas        | 12 vitórias | 6 derrotas |
| Por nocaute     | 1           | 1          |
| Por finalização | 8           | 1          |
| Por decisão     | 3           | 4          |
| Empates         | 1           | 1          |

| Res.    | Cartel | Oponente            | Método                              | Evento                                            | Data       | Round | Tempo | Local                       | Notas                                 |
| ------- | ------ | ------------------- | ----------------------------------- | ------------------------------------------------- | ---------- | ----- | ----- | --------------------------- | ------------------------------------- |
| Vitória | 12-6-1 | Ariane Lipski       | Nocaute técnico (socos)             | UFC Fight Night: Rozenstruik vs. Sakai            | 05/06/2021 | 2     | 4:27  | Las Vegas, Nevada           |                                       |
| Empate  | 11-6-1 | Mayra Bueno Silva   | Empate (majoritário)                | UFC Fight Night: Rozenstruik vs. Gane             | 27/02/2021 | 3     | 5:00  | Las Vegas, Nevada           |                                       |
| Derrota | 11-6   | Viviane Araújo      | Decisão (unânime)                   | UFC Fight Night: Overeem vs. Sakai                | 05/09/2020 | 3     | 5:00  | Las Vegas, Nevada           |                                       |
| Vitória | 11-5   | Mara Romero Borella | Decisão (unânime)                   | UFC Fight Night: Anderson vs. Błachowicz 2        | 15/02/2020 | 3     | 5:00  | Rio Rancho, Novo México     |                                       |
| Derrota | 10-5   | Andrea Lee          | Decisão (unânime)                   | UFC Fight Night: Moicano vs. Korean Zombie        | 22/06/2019 | 3     | 5:00  | Greenville, Carolina do Sul |                                       |
| Vitória | 10-4   | Nadia Kassem        | Finalização Verbal (chave de braço) | UFC 234: Adesanya vs. Silva                       | 09/02/2019 | 2     | 2:37  | Melbourne                   | Performance da Noite.                 |
| Vitória | 9-4    | Rachael Ostovich    | Finalização (mata leão)             | The Ultimate Fighter: Undefeated                  | 06/07/2018 | 3     | 4:21  | Las Vegas, Nevada           |                                       |
| Vitória | 8-4    | Christina Marks     | Finalização (chave de braço)        | The Ultimate Fighter: A New World Champion Finale | 01/12/2017 | 1     | 2:00  | Las Vegas, Nevada           | Estreia no UFC. Voltou ao peso-mosca. |
| Vitória | 7-4    | Kathina Lowe        | Finalização (chave de braço)        | XFN 342 - Superfights                             | 16/06/2017 | 3     | 2:03  | Tulsa, Oklahoma             |                                       |
| Derrota | 6-4    | Cynthia Calvillo    | Nocaute Técnico (socos)             | LFA 1: Peterson vs. Higo                          | 13/01/2017 | 3     | 2:54  | Dallas, Texas               |                                       |
| Derrota | 6-3    | Mackenzie Dern      | Finalização (mata leão)             | LFC 61 - Legacy Fighting Championship 61          | 14/10/2016 | 1     | 3:25  | Dallas, Texas               |                                       |
| Vitória | 6-2    | Miki Rogers         | Decisão (unânime)                   | XFL - Xtreme Fight Night 335                      | 17/09/2016 | 3     | 5:00  | Condado de Grant, Oklahoma  |                                       |
| Vitória | 5-2    | Mellony Geugjes     | Decisão (unânime)                   | SCC - Preserving the Arts                         | 03/06/2016 | 3     | 3:00  | Fort Worth, Texas           | Estreia no peso-palha.                |
| Vitória | 4-2    | Francis Hernandez   | Finalização (mata leão)             | XFL - Xtreme Fight Night                          | 21/05/2016 | 3     | 1:58  | Condado de Grant, Oklahoma  |                                       |
| Vitória | 3-2    | Katie Ross Scharmer | Finalização (mata leão)             | Savage Entertainment - Oktoberfist 4              | 17/10/2015 | 2     | 2:41  | Savage, Minnesota           |                                       |
| Vitória | 2-2    | Roxanne Ceasear     | Finalização (chave de braço)        | TPFP - Premier Fight Series 4                     | 13/06/2015 | 2     | 1:55  | Midland, Texas              |                                       |
| Vitória | 1-2    | Colby Fletcher      | Finalização (chave de braço)        | XFL - Rumble On The River 12: Insanity            | 20/03/2015 | 1     | 1:03  | Tulsa, Oklahoma             |                                       |
| Derrota | 0-2    | Maylene Estudillo   | Decisão (unânime)                   | RXMMA - Rocks Xtreme MMA 11                       | 10/01/2015 | 3     | 3:00  | Corpus Christi, Texas       | Peso-casado (120 lbs).                |
| Derrota | 0-1    | Jazmin Quezada      | Decisão (dividida)                  | 24/7 Entertainment 17 - Tyranny                   | 06/09/2014 | 3     | 3:00  | Midland, Texas              | Estreia no MMA.                       |

### Cartel noTUF 26
| Res.    | Cartel | Oponente      | Método                  | Evento                                     | Data                  | Round | Tempo | Local             | Notas            |
| ------- | ------ | ------------- | ----------------------- | ------------------------------------------ | --------------------- | ----- | ----- | ----------------- | ---------------- |
| Derrota | 1-1    | Nicco Montaño | Decisão (unânime)       | The Ultimate Fighter: A New World Champion | 15/11/2017 (exibição) | 2     | 5:00  | Las Vegas, Nevada | Quartas de Final |
| Vitória | 1-0    | Ariel Beck    | Finalização (mata-leão) | The Ultimate Fighter: A New World Champion | 13/09/2017 (exibição) | 1     | 2:52  | Las Vegas, Nevada | Luta Preliminar  |